# Verbandsgemeinde Vallendar
La comunità amministrativa di Vallendar (Verbandsgemeinde Vallendar) si trova nel circondario di Mayen-Coblenza nella Renania-Palatinato, in Germania.

## Comuni
Fanno parte della comunità amministrativa i seguenti comuni:
| Comune, città              | Sup. (km²) | Abitanti |
| -------------------------- | ---------- | -------- |
| Niederwerth                | 3,03       | 1 276    |
| Urbar                      | 3,46       | 3 171    |
| Vallendar, Stadt           | 13,22      | 8 808    |
| Weitersburg                | 6,62       | 2 497    |
| Verbandsgemeinde Vallendar | 26,34      | 15 752   |

(Abitanti al 31 dicembre 2021)